# Radioassistenza
La radioassistenza o radioaiuto è un apparato di ausilio alla navigazione di un aeromobile che trasmettendo segnali elettromagnetici, interpretati da strumentazioni di bordo, fornisce al pilota informazioni circa la posizione sul piano orizzontale o verticale del proprio volo. Queste informazioni sono essenziali per la navigazione svolta secondo le regole del volo strumentale e di supporto per i voli svolti secondo le regole del volo a vista.

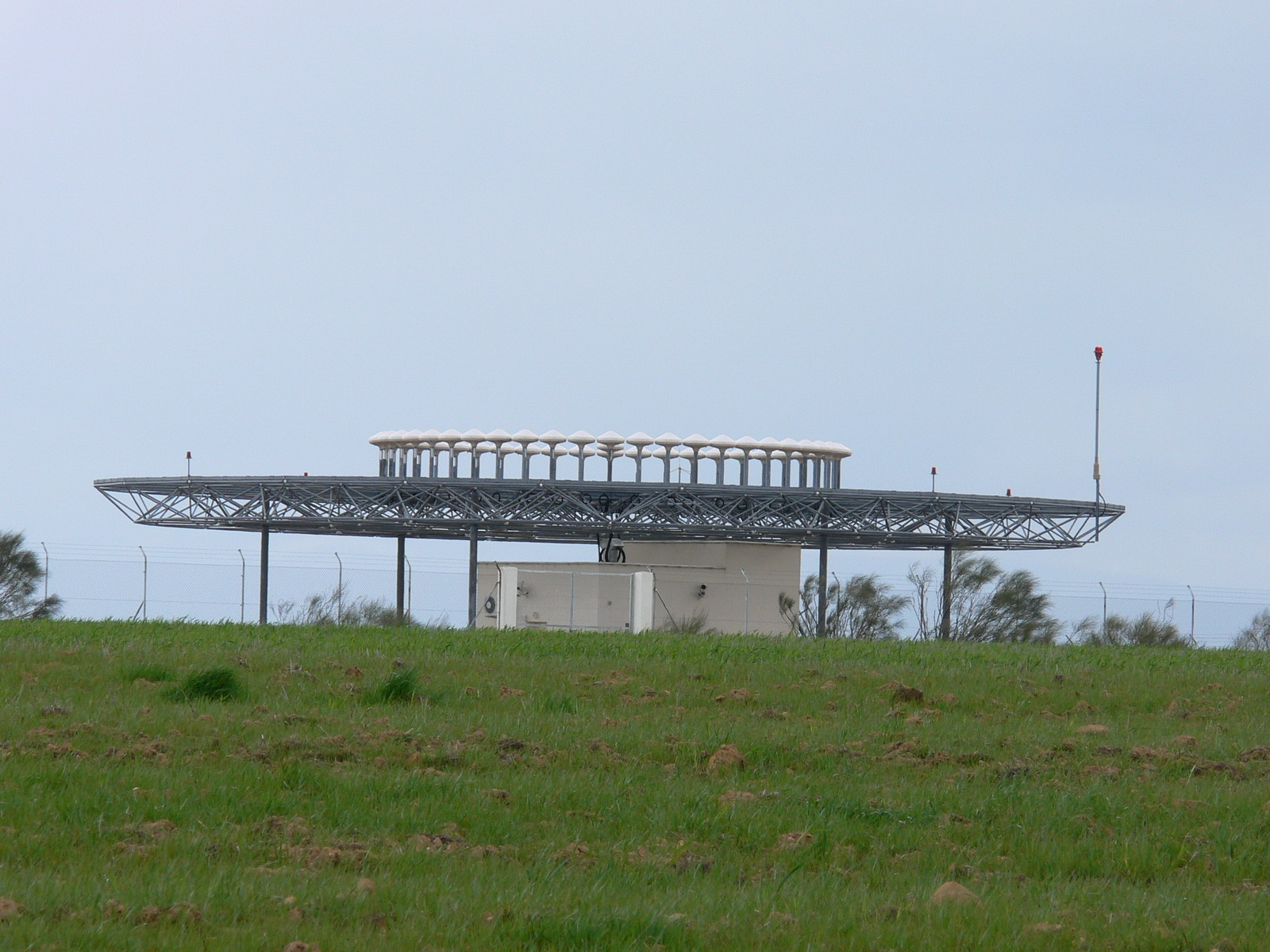
VOR - Radiofaro VHF Omnidirezionale

## Diversi tipi di radioassistenze
Le radioassistenze utilizzate dall'aviazione in tutto il mondo sono:
- Il sistema strumentale di atterraggio, in inglese instrument landing system, abbreviato in ILS;
- Il sistema di atterraggio a microonde, in inglese microwave landing system, abbreviato in MLS;
- il sistema satellitare globale di navigazione, in inglese global navigation satellite system, abbreviato in GNSS;
- il radiofaro VHF omnidirezionale, in inglese VHF omnidirectional radio range, abbreviato in VOR;
- il radiofaro non direzionale, in inglese non directional radio beacon, abbreviato in NDB;
- l'apparato di misurazione della distanza, in inglese distance measuring equipment, abbreviato in DME;
- il VHF marker beacon, sinteticamente conosciuto con il termine di marker.

A queste si aggiungono le radioassistenze ad esclusivo uso militare quali, ad esempio, il Tactical Air Navigation TACAN, utilizzato da molti aeromobili militari di nazioni appartenenti alla NATO. Quando un TACAN e un VOR sono coubicati ed hanno in comune alcune componenti, assumono le caratteristiche di un'unica radioassistenza, prendendo il nome di VORTAC.
I sistemi radar sono compresi dall'organizzazione internazionale dell'aviazione civile ICAO tra le radioassistenze pur costituendo dal punto di vista dottrinale una categoria a sé stante, cioè quella dei sistemi di sorveglianza. Questa distinzione è giustificata dal fatto che le indicazioni fornite dalle radioassistenze sono immediatamente disponibili per la navigazione da parte del pilota attraverso la lettura dalle strumentazioni di bordo, mentre le informazioni radar, per essere utilizzate, devono essere interpretate da operatori a terra, i controllori del traffico aereo, e da questi comunicate al pilota che le impiegherà per la condotta del volo.

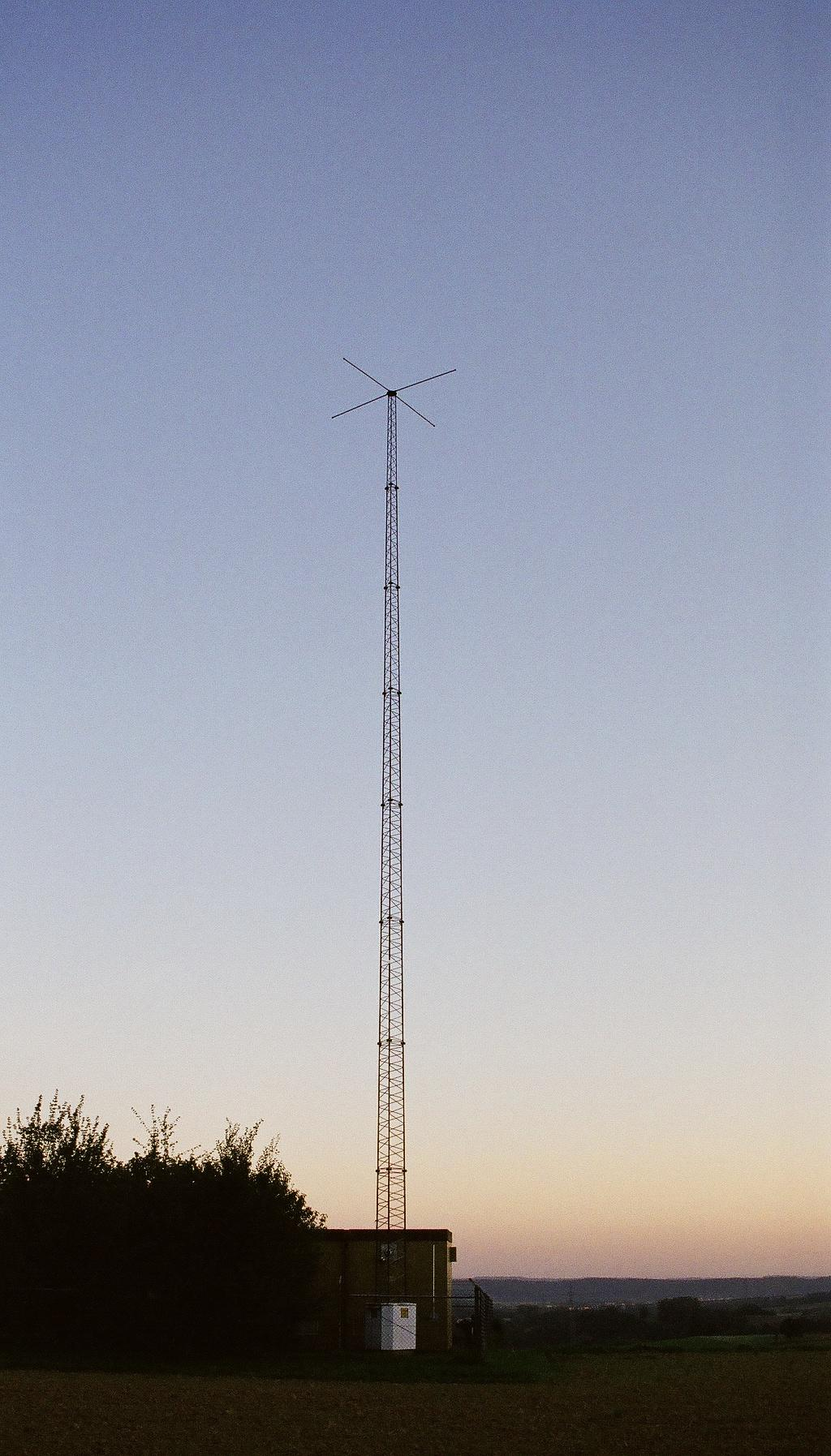
L'antenna di un NDB situata a Leimen, Baden-Württemberg, Germania.

## Utilizzo delle radioassistenze
Le radioassistenze trasmettono dei segnali radio che il pilota può ricevere sintonizzando l'apparato di bordo sulle relative frequenze. Questi segnali veicolano informazioni che, a seconda della radioassistenza sintonizzata possono essere:
- distanza rispetto ad un DME
- radiale rispetto ad un VOR o ad un TACAN
- rilevamento con riferimento al nord magnetico rispetto ad un NDB
- indicazioni circa la posizione dell'aeromobile rispetto alla traiettoria ideale di atterraggio e l'angolo ottimale di discesa per avvicinamento di precisione condotti con ILS o MLS
- l'avviso di sorvolo di un VHF Marker beacon
- le coordinate geografiche in caso di GNSS

La lista di tutte le radioassistenze, ciascuna contrassegnata da un indicatore di tre lettere e le rispettive frequenze radio è disponibile sulla documentazione aeronautica ufficiale di ogni Stato, le Pubblicazioni Informazioni Aeronautiche, in inglese Aeronautical Information Pubblication, abbreviato in AIP.

## Navigazione strumentale
Le informazioni emesse delle radioassistenze possono essere utilizzate dal pilota durante tutte le fasi di un volo strumentale, cioè:
- durante i voli, lungo specifiche Rotte ATS, le cosiddette Aerovie (in inglese airway, abbreviato in AWY);
- nelle fasi successive al decollo, lungo una Rotta Standard Strumentale di Partenza (in inglese Standard Instrument Departure, abbreviato in SID) che lo guideranno verso una successiva rotta ATS;
- nelle fasi precedenti all'avvicinamento per l'atterraggio, quando l'aeromobile lascia la rotta ATS seguendo una rotta di arrivo strumentale standard (in inglese Standard instrument arrival, abbreviato in STAR);
- nelle fasi di avvicinamento alla pista volando delle specifiche procedure che permetteranno l'atterraggio anche in condizioni di scarsa visibilità;
- nei circuiti strumentali di attesa (holding), dove gli aeromobili possono, se necessario, aspettare il loro turno nella sequenza di avvicinamento per l'atterraggio o, in caso di condizioni meteorologiche critiche, un miglioramento della situazione.

Nei casi sopra elencati, la separazione del volo da ostacoli al suolo e dal terreno (o dall'acqua) è garantita mediante il rispetto di quote minime studiate per le singole porzioni di rotta o dei circuiti di attesa. In alternativa, ove le regole degli spazi aerei attraversati lo consentano, il pilota può utilizzare le indicazioni delle radioassistenze per dirigere il proprio volo lungo rotte non specificamente definite (non standard).
L'utilizzo delle radioassistenze, comunque, non dispensa il pilota dall'avere in vista la pista nelle ultimissime fasi del volo, e di condurre l'atterraggio mantenendo in contatto visivo gli aiuti luminosi per l'avvicinamento e l'atterraggio installati sugli aeroporti.
La precisione richiesta dalle informazioni emesse dalle radioassistenze richiede che tali apparati siano soggetti ad uno stretto controllo che copra tutte le fasi della progettazione, dell'installazione e del rilascio da parte dell'Autorità competente per l'uso operativo. Controlli di routine sono inoltre condotte a scadenze prefissate anche mediante l'utilizzo di speciali velivoli dotati di speciali apparecchiature (Flight Check).

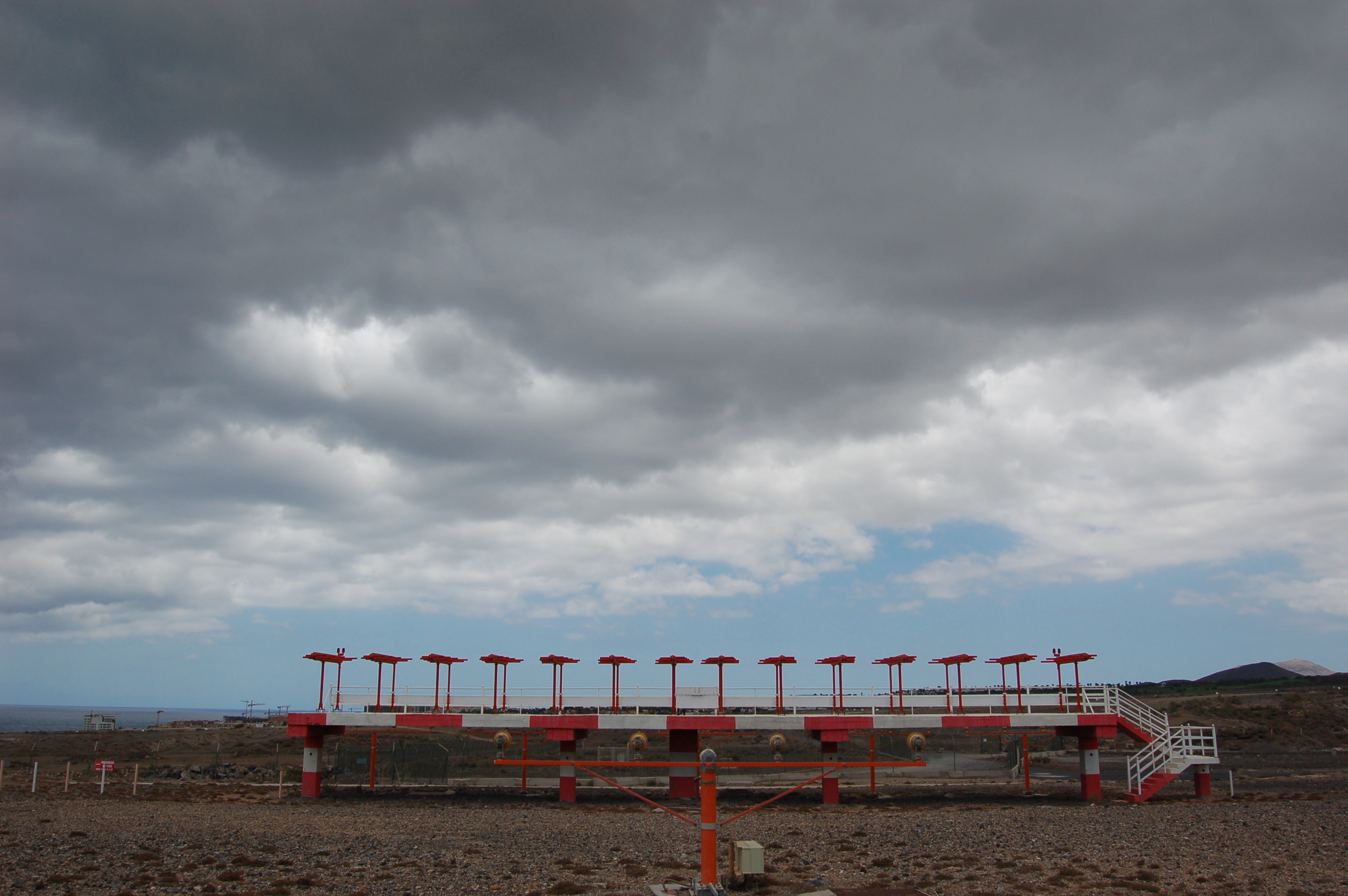
L'antenna Localizer di un sistema ILS

## Il futuro delle radioassistenze
Il futuro della navigazione aerea si baserà prevalentemente sull'impiego dei sistemi GPS su cui si basa il sistema di navigazione GNSS, con le dovute cautele conseguenti alla criticità di tali sistemi soggetti ad interferenze di fenomeni naturali o di provenienza artificiale. Quale misura di riduzione dei rischi conseguenti ad eventuali indisponibilità o degrado delle informazioni GPS.
Ogni stato manterrà comunque una rete minimale di radioassistenze di tipo tradizionale quali VOR, DME ed ILS, sulla quale i voli potranno fare affidamento per la navigazione in situazioni di contingenza.